# Museo nazionale ucraino Černobyl'
Il museo nazionale ucraino "Černobyl'" (in ucraino Українськии національний музей "Чорнобиль"?) è un museo dedicato al disastro di Černobyl'. Si trova a Kiev, in Ucraina.

## Descrizione
Il museo ospita una vasta collezione di modelli in scala, presentazioni multimediali, oggetti, cimeli e reperti volti a far conoscere ai visitatori i vari aspetti e le conseguenze del disastro di Černobyl'. Diverse aree sono dedicate alle questioni tecniche legate al disastro, mentre altre evidenziano gli aspetti culturali di quest'ultimo.
Dal 1997 il museo ha promosso l'iniziativa del Libro della memoria dedicato ai cosiddetti liquidatori, ossia coloro i quali vennero coinvolti nelle operazioni di evacuazione e messa in sicurezza dell'impianto e dell'area circostante dopo il disastro. Da quando è stato attivato, il registro ha raccolto più di cinquemila nomi.
Nel 2009 il museo ha ricevuto incentivi da parte del governo giapponese.